# NGC 1090
إن جي سي 1090 مجرة حلزونية ضلعية تقع في اتجاه كوكبة قيطس على بعد 124 مليون سنة ضوئية 38 مليون فرسخ فلكي قطرها حوالي 144000 سنة ضوئية.

## وصلة خارجية
- إن جي سي 1090 على موقع ويكي سكاي: DSS2, SDSS, GALEX, IRAS, Hydrogen α, X-Ray, Astrophoto, Sky Map, Articles and images